# オー・ハッピー・デイ
「オー・ハッピー・デイ」 (Oh Happy Day) は、エドウィン・ホーキンズが18世紀の賛美歌をもとに書いた楽曲。エドウィン・ホーキンズ・シンガーズ名義で1969年4月に発表された。
録音は1967年にカリフォルニア州バークレーにある教会で行われた。Billboard Hot 100チャートで4位（1969年5月31日～6月7日）、R&Bチャートで2位を記録した。
1993年にはミュージカル映画『天使にラブ・ソングを2』でも使われた。その後、さまざまな作曲家によって編曲されているため、混声合唱曲としても知られている。混声アカペラグループ「TRY-TONE」のメンバーの青木肇もこの曲をピアノ伴奏付き混声4部版に編曲しているが、原曲とは少し異なる。